# 1918 en Saskatchewan
Chronologie de la Saskatchewan
- 1914
- 1915
- 1916
- 1917
- 1918
- 1919
- 1920
- 1921
- 1922

Cette page concerne des événements d'actualité qui se sont produits durant l'année 1918 dans la province canadienne de la Saskatchewan.

## Politique
- Premier ministre : William Melville Martin
- Chef de l'Opposition :
- Lieutenant-gouverneur : sir Richard Stuart Lake
- Législature :

## Événements
- 16 mai : remaniement du gouvernement :

| Fonction                                                                             | Titulaire | Titulaire                                        | Parti   |
| ------------------------------------------------------------------------------------ | --------- | ------------------------------------------------ | ------- |
| Président du conseil exécutif Ministre de l'Éducation                                |           | William Melville Martin                          | Libéral |
| Ministre de l'Agriculture                                                            |           | William Richard Motherwell (jusqu'au 10/12/1918) | Libéral |
| Procureur général                                                                    |           | William Ferdinand Alphonse Turgeon               | Libéral |
| Ministre des Routes                                                                  |           | Samuel John Latta                                | Libéral |
| Ministre des Affaires municipales Ministre de l'Agriculture (à partir du 13/12/1918) |           | George Langley                                   | Libéral |
| Secrétaire Provincial                                                                |           | William Erskine Knowles                          | Libéral |
| Trésorier provincial Ministre des Chemins de fer Ministre des Téléphones             |           | Charles Avery Dunning                            | Libéral |
| Ministre des Travaux publics                                                         |           | Archibald Peter McNab                            | Libéral |

## Naissances

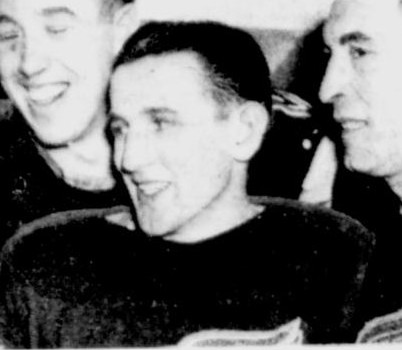
Sid Abel

- 22 janvier : Elmer James Lach (né à Nokomis ville de la Saskatchewan au Canada) est un joueur professionnel de hockey sur glace. Il joue toute sa carrière professionnelle avec les Canadiens de Montréal dans la Ligue nationale de hockey et remporte avec eux la Coupe Stanley à trois reprises en 1944, 1946 et 1953. En 1945, il remporte le trophée Hart, ainsi que le championnat des pointeurs de la LNH avec 80 points, avant de gagner le premier trophée Art-Ross remis par la LNH en 1948. Il fait partie de la Punch Line avec Toe Blake et Maurice Richard. Il est intronisé au Temple de la renommée du hockey en 1966 alors que son chandail numéro 16 est retiré au cours de la cérémonie du Centenaire des Canadiens en même temps que le 3 d'Émile Bouchard, le 4 décembre 2009.

- 22 février : Sidney Gerald Abel (né à Melville — mort le 8 février 2000 à Farmington Hills, dans l'État du Michigan, aux États-Unis) est un joueur et entraîneur professionnel de hockey sur glace.